# Grande Invocation
 (novembre 2023).
La Grande Invocation est un mantram (ou prière) qu'Alice Bailey (1880-1949) affirme avoir reçu du Maître de Sagesse Djwal Khul. Publié en 1945, ce mantram est utilisé dans la création des « triangles ésotériques » fondés par Alice Bailey en 1937,  réseau spontané de groupes ternaires d'individus supposés travailler pour l'aide spirituelle à l'humanité par un effort de méditation concertée.
Le mantram de la Grande Invocation serait aujourd'hui utilisé par des milliers de groupes ésotériques de par le monde[source insuffisante]. 

## Texte de la Grande Invocation en français
Du point de Lumière dans la Pensée de Dieu,

Que la Lumière afflue dans la Pensée des Hommes,

Que la Lumière descende sur la Terre.

Du point d'Amour dans le Cœur de Dieu,

Que l'Amour afflue dans le Cœur des Hommes,

Puisse le Christ revenir sur Terre.

Du Centre où la Volonté de Dieu est connue,

Que le Dessein guide le faible vouloir des Hommes, 

Le Dessein que les Maîtres connaissent et servent.

Du Centre que nous appelons la Race des Hommes,

Que le Plan d'Amour et de Lumière s'épanouisse

Et puisse-t-il sceller la Porte de la demeure du Mal.

Que Lumière, Amour et puissance restaurent le Plan sur la Terre.

## Sources
- (en) The Great Invocation sur le site du Lucis Trust.